# Stopień ochrony IP
Stopień ochrony IP (od ang. ingress protection) – parametr charakteryzujący obudowę urządzenia elektrycznego, informujący o poziomie zabezpieczenia użytkownika przed dostępem do niebezpiecznych części oraz samego urządzenia przed penetracją czynników zewnętrznych.

## Oznaczenia
Kod IP składa się z liter „IP”, dwóch cyfr charakterystycznych i opcjonalnie z dwóch liter – dodatkowej i uzupełniającej.
Znaczenie poszczególnych znaków:
- Pierwsza cyfra charakterystyczna – stopień ochrony użytkownika przed dostępem do części niezabezpieczonych oraz odporność na penetrację ciał stałych

| Cyfra | Stopień ochrony |
| ----- | --- |
| 0     | bez ochrony |
| 1     | - ochrona przed dostępem do części niebezpiecznych wierzchem dłoni - ochrona przed obcymi ciałami stałymi o średnicy 50 mm i większej |
| 2     | - ochrona przed dostępem do części niebezpiecznych palcem - ochrona przed obcymi ciałami stałymi o średnicy 12,5 mm i większej        |
| 3     | - ochrona przed dostępem do części niebezpiecznych narzędziem - ochrona przed obcymi ciałami stałymi o średnicy 2,5 mm i większej     |
| 4     | - ochrona przed dostępem do części niebezpiecznych drutem - ochrona przed obcymi ciałami stałymi o średnicy 1 mm i większej           |
| 5     | - ochrona przed dostępem do części niebezpiecznych drutem - ochrona przed pyłem                                                       |
| 6     | - ochrona przed dostępem do części niebezpiecznych drutem - ochrona pyłoszczelna                                                      |

- Druga cyfra charakterystyczna – stopień zabezpieczenia przed wnikaniem wody

| Cyfra | Stopień ochrony |
| ----- | --- |
| 0     | bez ochrony |
| 1     | ochrona przed padającymi kroplami wody |
| 2     | ochrona przed padającymi kroplami wody przy wychyleniu obudowy o dowolny kąt do 15° od pionu w każdą stronę                                                                              |
| 3     | ochrona przed natryskiwaniem wodą pod dowolnym kątem do 60° od pionu z każdej strony |
| 4     | ochrona przed bryzgami wody z dowolnego kierunku |
| 5     | ochrona przed strugą wody (12,5 l/min) laną na obudowę z dowolnej strony |
| 6     | ochrona przed silną strugą wody (100 l/min) laną na obudowę z dowolnej strony |
| 7     | ochrona przed skutkami krótkotrwałego zanurzenia w wodzie (30 min na głębokość 0,15 m powyżej wierzchu obudowy lub 1 m powyżej spodu dla obudów niższych niż 0,85 m)                     |
| 8     | ochrona przed skutkami ciągłego zanurzenia w wodzie (obudowa ciągle zanurzona w wodzie, w warunkach uzgodnionych między producentem i użytkownikiem, lecz surowszych niż według cyfry 7) |
| 9     | ochrona przed zalaniem silną strugą wody pod ciśnieniem (8–10 MPa i temp. +80 °C) zgodnie z normą DIN 40050 (oznaczenie nie występuje w PN-EN 60529:2003)                                |

- Litera dodatkowa (opcjonalnie) – stopień ochrony użytkownika przed dostępem do części niebezpiecznych; stosuje się ją, gdy:
  - ochrona przed dostępem do niebezpiecznych części jest wyższa, niż wynika to z oznaczenia pierwszą cyfrą charakterystyczną
  - oznaczana jest ochrona tylko przed dostępem do części niebezpiecznych – wówczas pierwsza cyfra charakterystyczna zastępowana jest literą X

| Litera | Stopień ochrony                                                  |
| ------ | ---------------------------------------------------------------- |
| A      | ochrona przed dostępem do części niebezpiecznych wierzchem dłoni |
| B      | ochrona przed dostępem do części niebezpiecznych palcem          |
| C      | ochrona przed dostępem do części niebezpiecznych narzędziem      |
| D      | ochrona przed dostępem do części niebezpiecznych drutem          |

- Litera uzupełniająca (opcjonalnie) – ochrona w specyficznych przypadkach

| Litera | Znaczenie |
| ------ | --- |
| H      | aparaty wysokiego napięcia                                                                                            |
| M      | badania szkodliwych efektów wnikania wody, gdy ruchome części urządzenia (np. wirnik maszyny wirującej) są w ruchu    |
| S      | badania szkodliwych efektów wnikania wody, gdy ruchome części urządzenia (np. wirnik maszyny wirującej) są nieruchome |
| W      | nadaje się do stosowania w określonych warunkach pogodowych przy zapewnieniu dodatkowych zabiegów lub środków ochrony |

Uwagi
- jeżeli nie wymaga się określania cyfry charakterystycznej, powinna być ona zastąpiona literą „X” (albo „XX”, jeżeli obie cyfry nie są wymagane)
- litery dodatkowe oraz litery uzupełniające, mogą być opuszczone bez zastępowania
- jeżeli użyto więcej niż jednej litery uzupełniającej, należy zachować ich kolejność alfabetyczną
- jeżeli obudowa zapewnia różne stopnie ochrony dla różnych układów montażowych, odpowiednie stopnie ochrony powinny być podane przez producenta w instrukcjach dotyczących tych układów

Niemiecka norma DIN 40050-9 definiuje dodatkowe oznaczenia:
- IPX4K – ochrona przed bryzgami wody o zwiększonym ciśnieniu
- IPX6K – ochrona przed strumieniem wody o zwiększonym ciśnieniu, dotyczy w szczególności pojazdów drogowych
- IPX9K – ochrona przed wysokim ciśnieniem wody podczas czyszczenia strumieniowego/parowego, dotyczy w szczególności pojazdów drogowych